# Raiden II
Raiden II (雷電II Raiden Tsū?) es un Arcade de tipo  Matamarcianos de desplazamiento vertical de 1993 que fue desarrollado por Seibu Kaihatsu. Fue el segundo juego en la serie de arcades de tipo Matamarcianos de desplazamiento vertical de Raiden que empezaron con Raiden.

## Gameplay
Este juego expande en las mecánicas del primer Raiden, introduciendo dos armas: el Plasma Curvo, un arma de fijación de mira que genera daño bajo constante a enemigos, y la Bomba Cluster, una bomba de despliegue rápido que genera menos daño que las bombas regulares pero golpea un área más grande.
Raiden II tiene tres armas primarias y dos armas de misil, que pueden actualizarse recogiendo potenciadores. Misiles y armas primarios son disparados simultáneamente. Las bombas son armas especiales que generan daño sobre una área amplia y cancelan el fuego de enemigo. Los jugadores pueden llevar un máximo de siete unidades en cualquier combinación de los dos tipos de bombas en el juego.
El jugador combate enemigos a través de ocho etapas de dificultad creciente. En un juego de dos jugadores, cuándo un jugador dispara a la nave del otro con arma primaria roja o azul, la nave del otro jugador genera proyectiles especiales que generan mucho daño a enemigos.

### Argumento
La historia del juego continúa donde el primer juego terminó. Tres años después que el VCD repelió la invasión de los Cristales, los restos de las máquinas controladas por los Cristales se reagruparon para formar otro ejército para continuar tomando la Tierra. Para combatir este nuevo levantamiento del Cristal, una arma nueva es desarrollada para el Fighting Thunder—diseñado de tecnología de Cristal—para parar los Cristales otra vez.

## Adaptación
Raiden II era adaptado a Windows por Kinesoft y la Microsoft Corporation. La versión de Windows utiliza audio de Libro Rojo para música. Este juego y el original Raiden estuvo publicados para la consola PlayStation como The Raiden Project.